# Megyeháza (Miskolc)
A klasszicista stílusban épült Megyeháza, Borsod-Abaúj-Zemplén vármegye székháza, a miskolci Városház tér 1. szám alatt, a Városháza épületével szemben áll.

## Története
A megyeháza helyén a 17. században egy vendégházként használt épület állt, melyet a királytól kapott a város 1694-ben, hogy a város hivatalos vendégei számára szállást tudjon biztosítani. Mellette állt a városi mészárszék és egy korcsma, előtte egy gémeskút. Miután 1723-ban minden olyan vármegyét rendeletileg köteleztek megyeháza építésére, amelynek még nem volt székháza, megvásárolták a szükséges három telket (később még hármat), és 1725 és 1727 között felépítették Borsod vármegye házát, összesen hat korábbi telken. Benne a hivatali helyiségek mellett nagy ülésterem és levéltár is helyet kapott. 1756-ban börtönépületet is emeltek (ezt 1902-ben bontották le). A megyeháza épülete a 18. század végére már használhatatlanná vált, új ház építésére volt szükség. Az új terveket Reindl Ferenc vármegyei mérnök készítette el 1795-ben, majd – mivel az engedélyeztetés meghiúsult – 1800-ban is készített egyet. A következő procedúra 1807-ben indult, s végül 1811-ben hagyták jóvá a terveket, amelyeket már Losonczy József készített. Ahogy az engedélyeztetés is sokáig húzódott, az építkezés is évtizedekig tartott (összehasonlításképp: a városháza kilenc hónap alatt készült el). 1826-ban már építészetileg tulajdonképpen kész volt a klasszicista stílusú épület, de a belső terek kialakításával sorozatos problémák adódtak (például a nagytermet akusztikája miatt ítélték használhatatlannak). A befejezéshez Hild József adott tanácsokat, ablaksorokat falaztatott be és más átalakításokat is javasolt. Az 1843. június 19-i tűzvészben komoly károkat szenvedett az épület, megsemmisült a tetőzet, beszakadt a díszterem födémje. Miután a javító munkálatok folyamatosan zajlottak, majd további átalakításokat hajtottak végre. 1907-ben felépült az északi szárny, 1911-ben az északkeleti, majd 1929-ben még egy toldalékszárny. Raksányi Dezső festő vászonra festett képeit 1912-ben ragasztották fel a díszterem mennyezetére. Bővítésekre is szükség volt, ezért 1941–1942 között új szárny épült a déli oldalon, a Rozmaring köz mentén, majd 1968-ban a Szemere-kert felőli részen még egy modern, nem igazán környezetbe illő épület. A korábban beépített Szemere-kertet 1906-ban alakították ki, miután az év novemberében felavatták Szemere Bertalan egész alakos bronzszobrát, Róna József alkotását.

## Az épület
A megyeháza klasszicista stílusú. A szabadon álló, tekintélyes méretű, U alaprajzú épület földszinti és első emeleti helyiségei teknő- és csehsüvegboltozatosak. A megyeháza épületének földszinti ablakai félkörívesek, az emeletiek és a második emeletiek is egyenes záródásúak. Ez csak a középrizaliton változik meg, ahol az első emeleti ablakok félkörívesek lesznek, melyekből a középső három franciaablak. A rizalit öttengelyes, amit a hat, magas talapzatra állított ión oszlop is hangsúlyoz. A középrizaliton négy konzollal alátámasztott kovácsoltvas erkély van a három franciaablak előtt, alatta van az íves kapubejáró. A földszintet falsávok tagolják, amelyek trapézszerűen az ablakokhoz igazodnak. A lábazat vörösmárvány borítású. Az első és a második emeleti ablakok könyöklőpárkányainál egy-egy osztópárkány fut végig az épület teljes egészén. Ezeket a párkányokat az ablakok szélességében konzolok támasztják alá. Az első emelet ablakainak nincs szemöldökdísze, csak egy bemélyesztett félkörívű rész. Az épület érdekessége, hogy klasszicista, de még sincsen timpanonja, ami a klasszicista stílusú épületeknél szinte elengedhetetlen.

## Képek

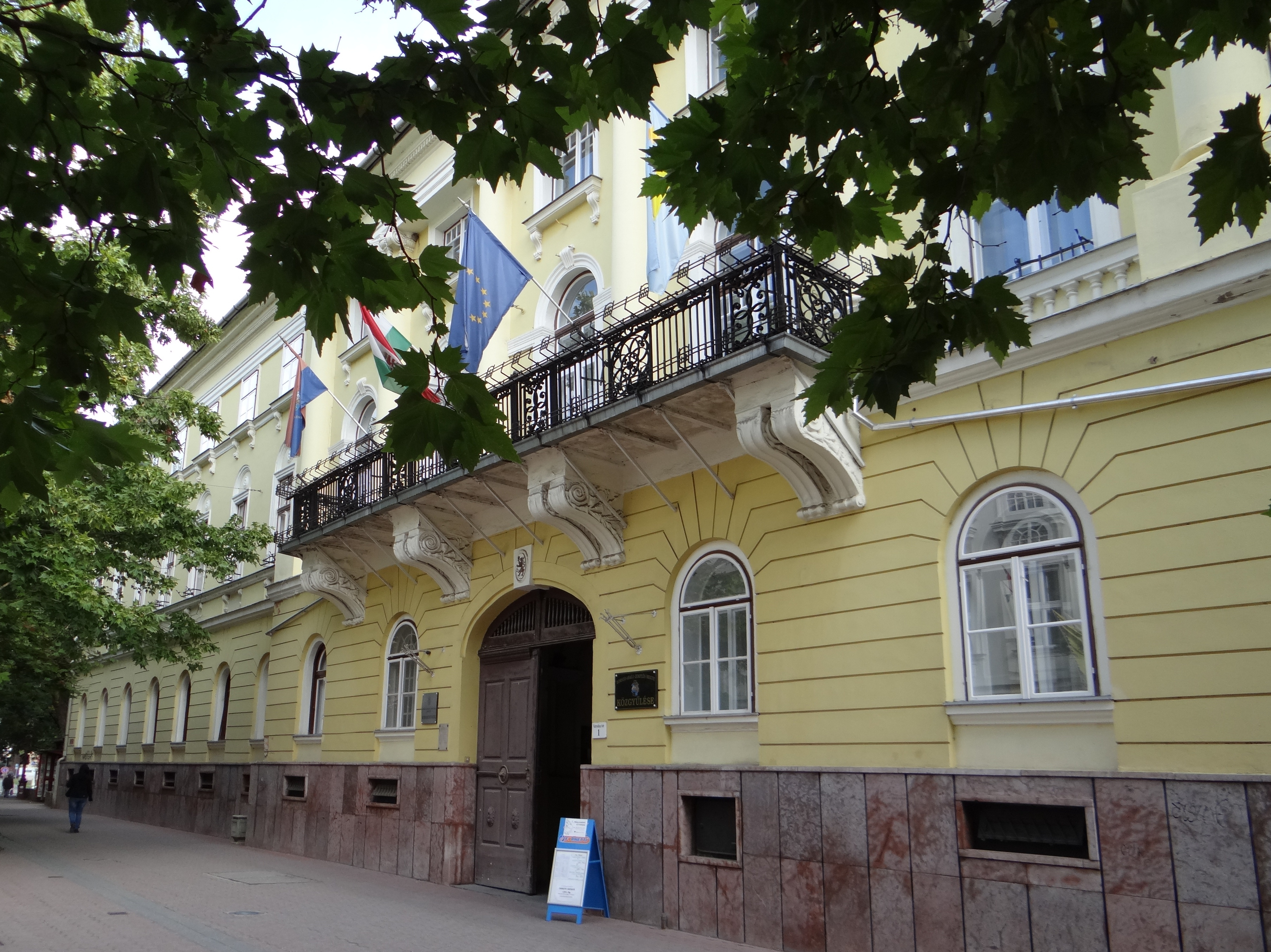
A megyeháza
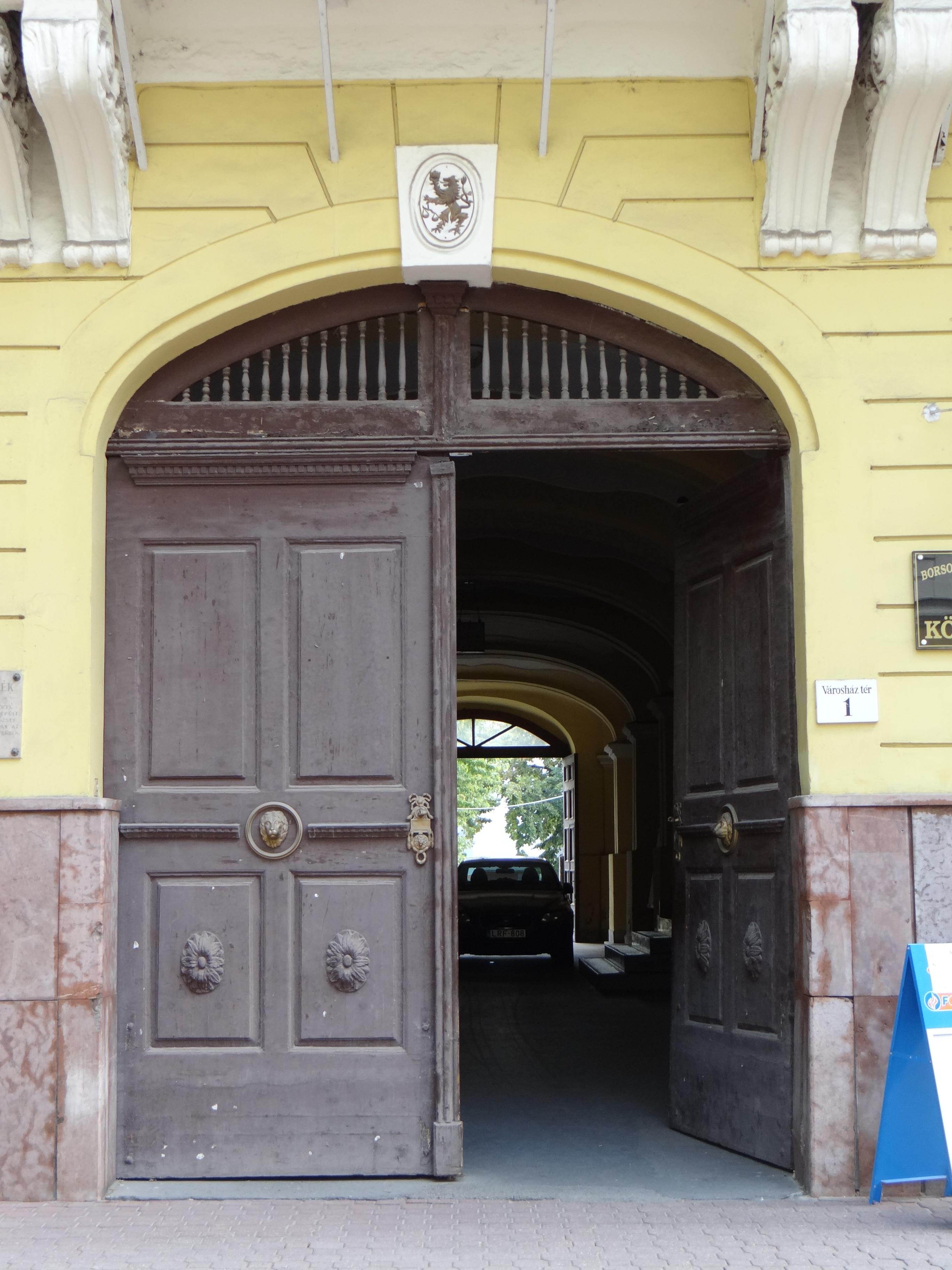
A megyeháza kapuja
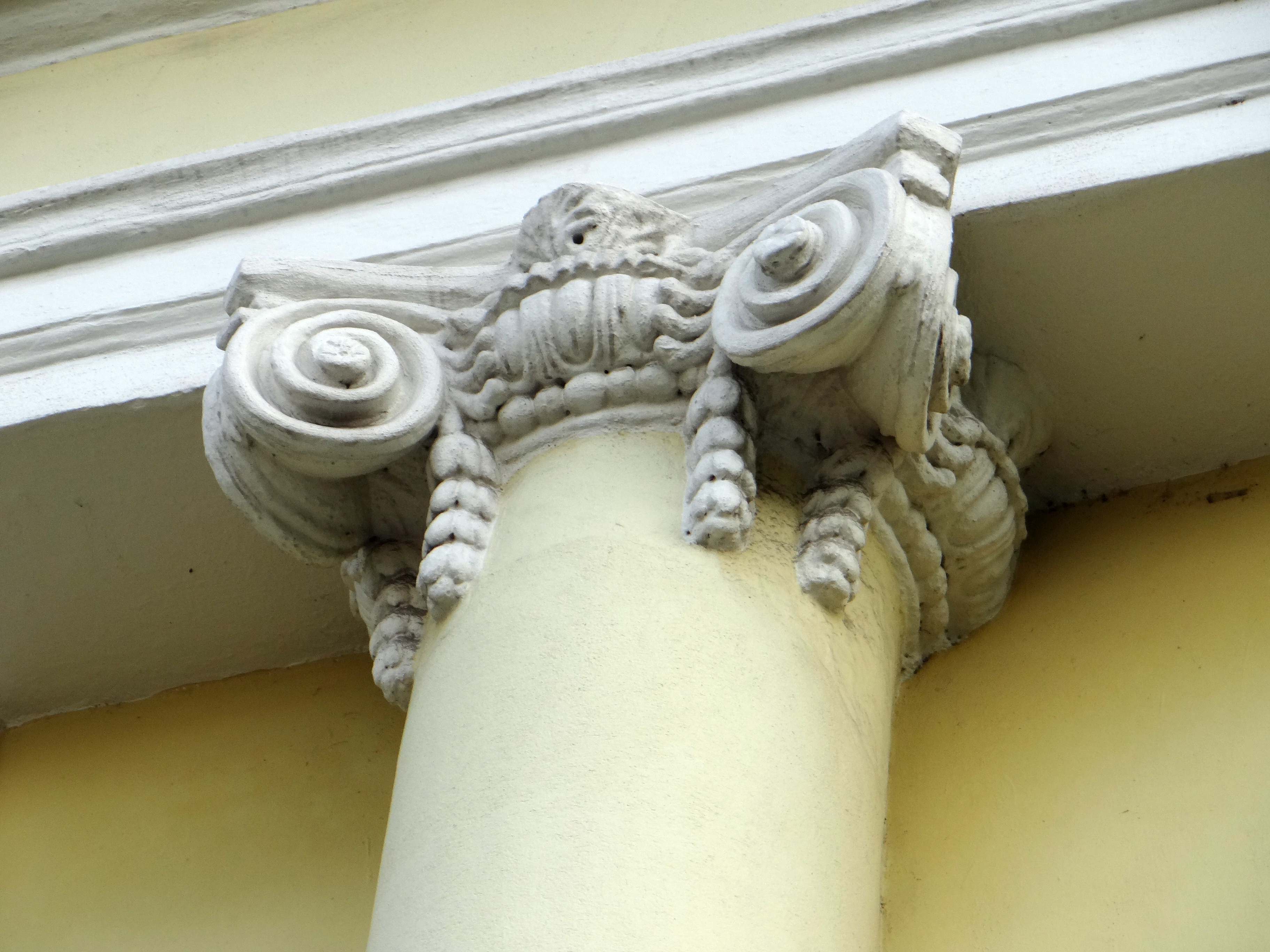
Ión oszlopfej
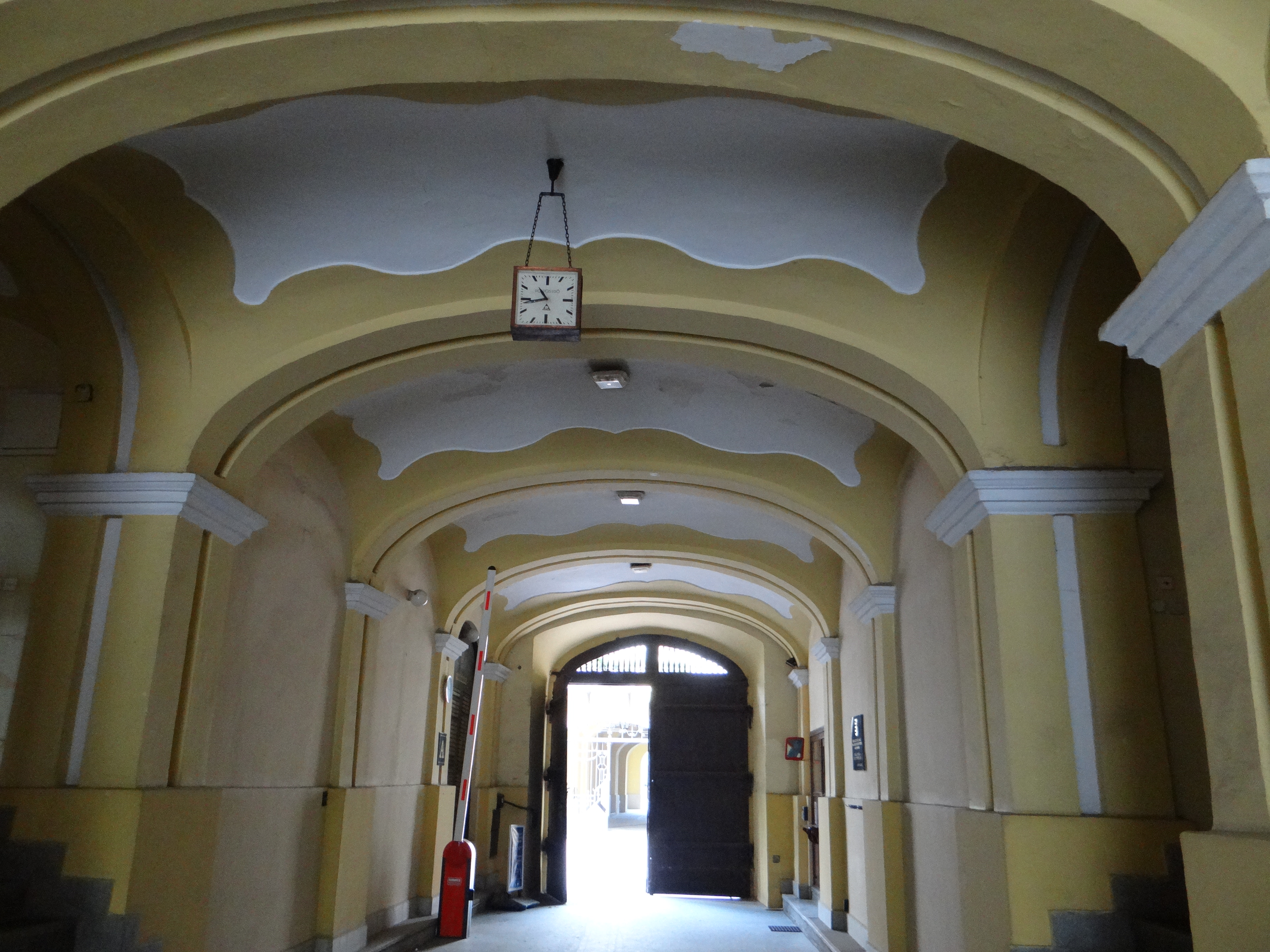
A kapubejáró belső része
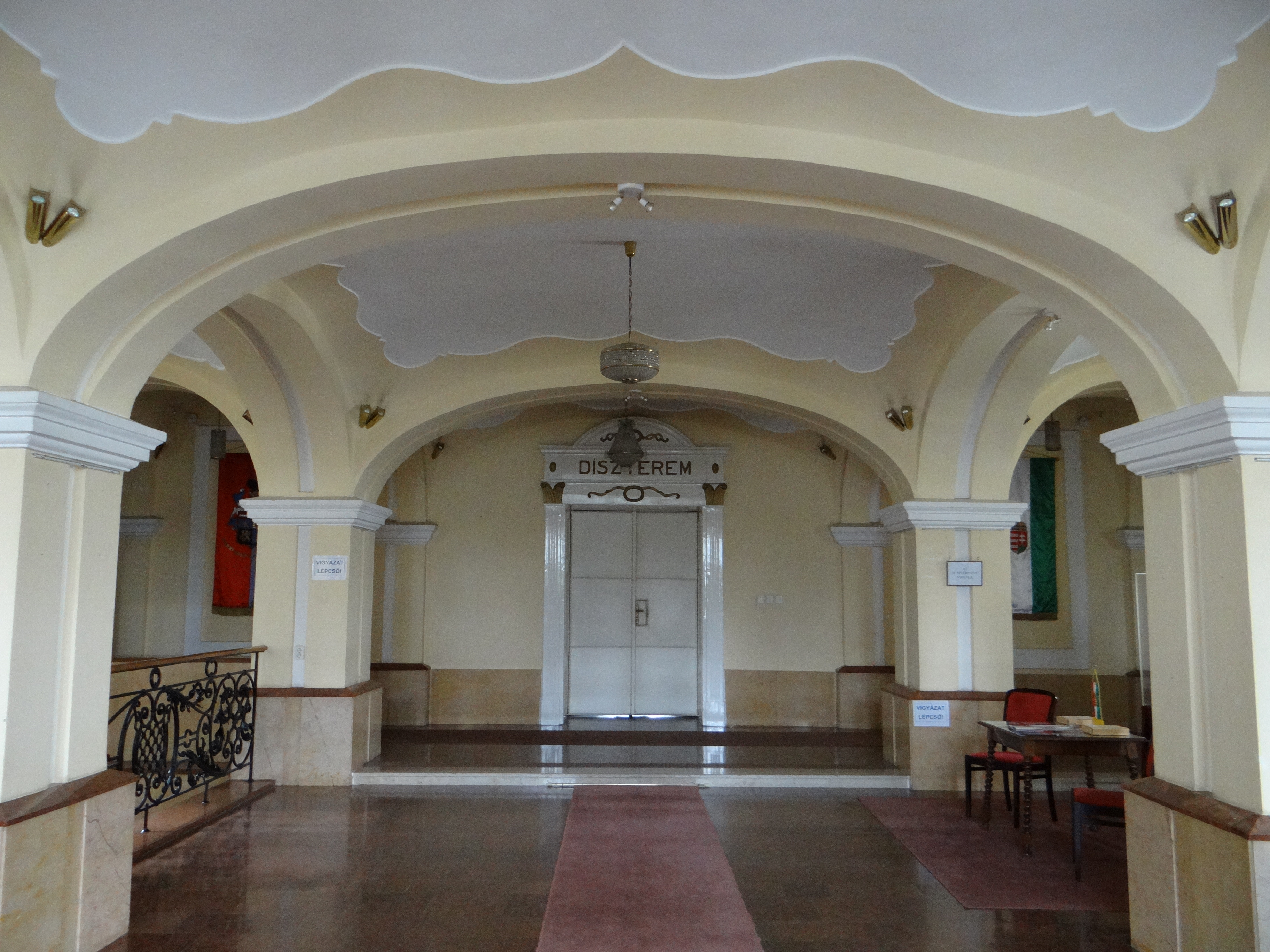
A díszterem előtere
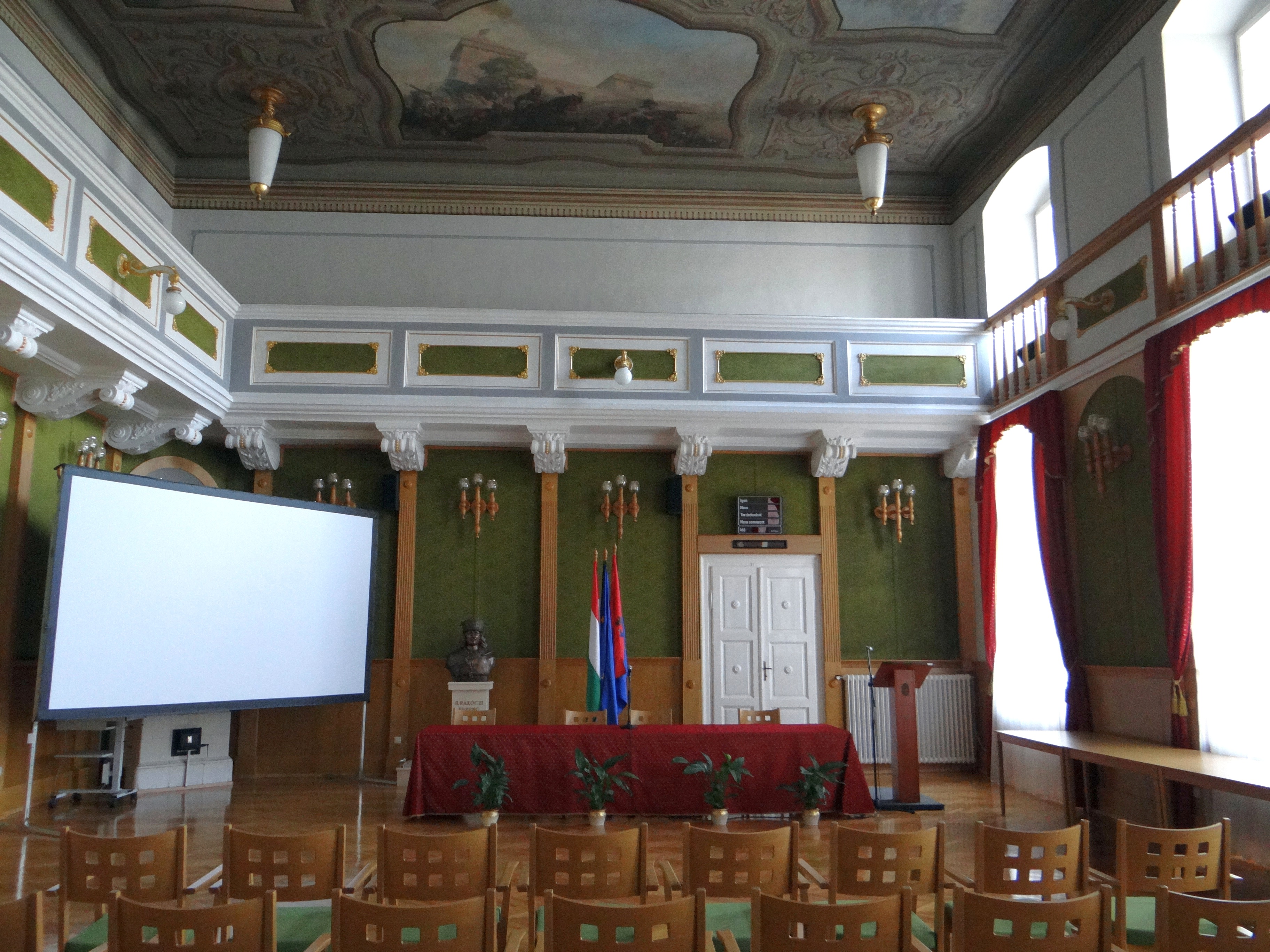
A díszterem
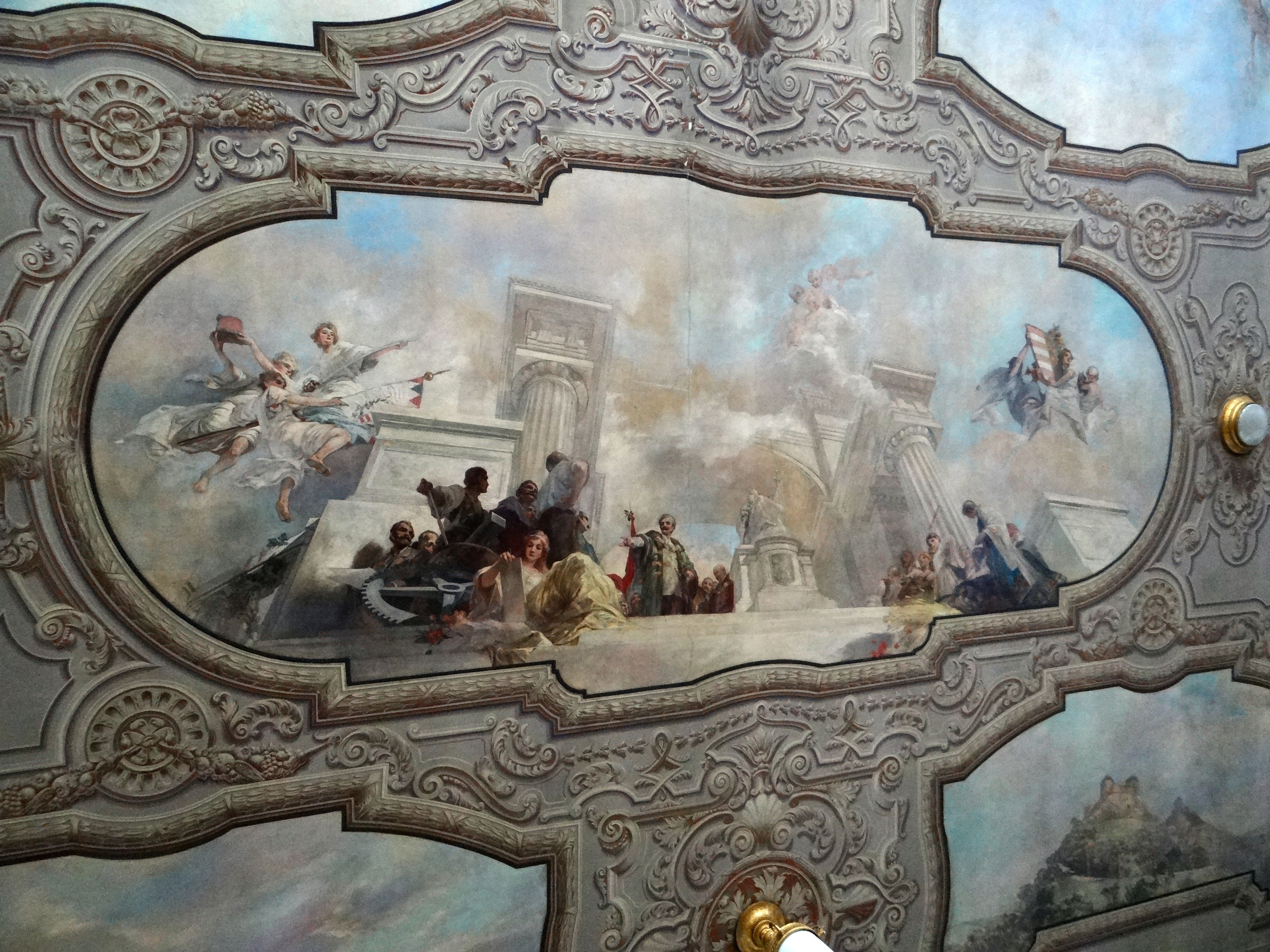
Mennyezeti freskó a díszteremben
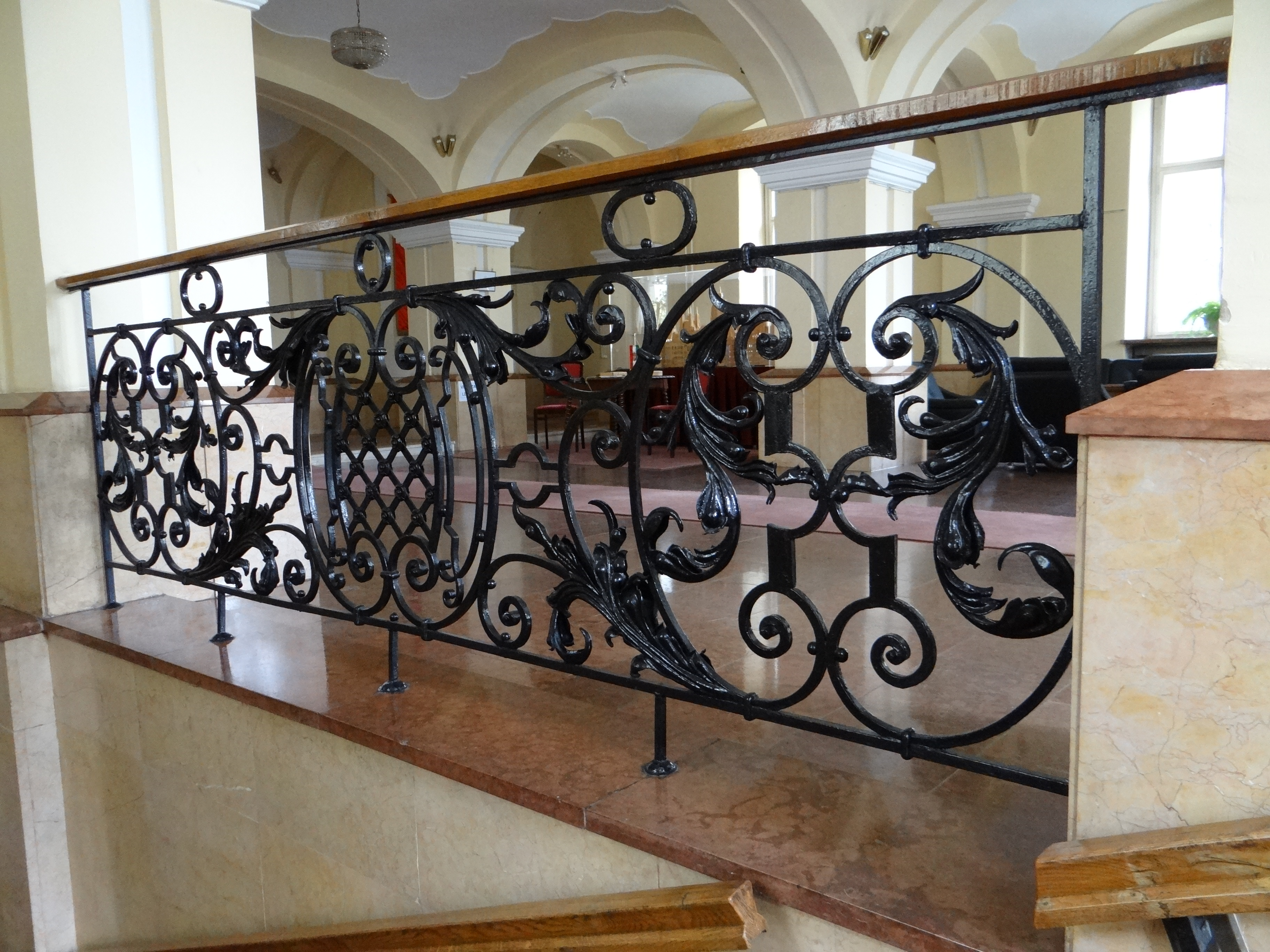
Kovácsoltvas rács
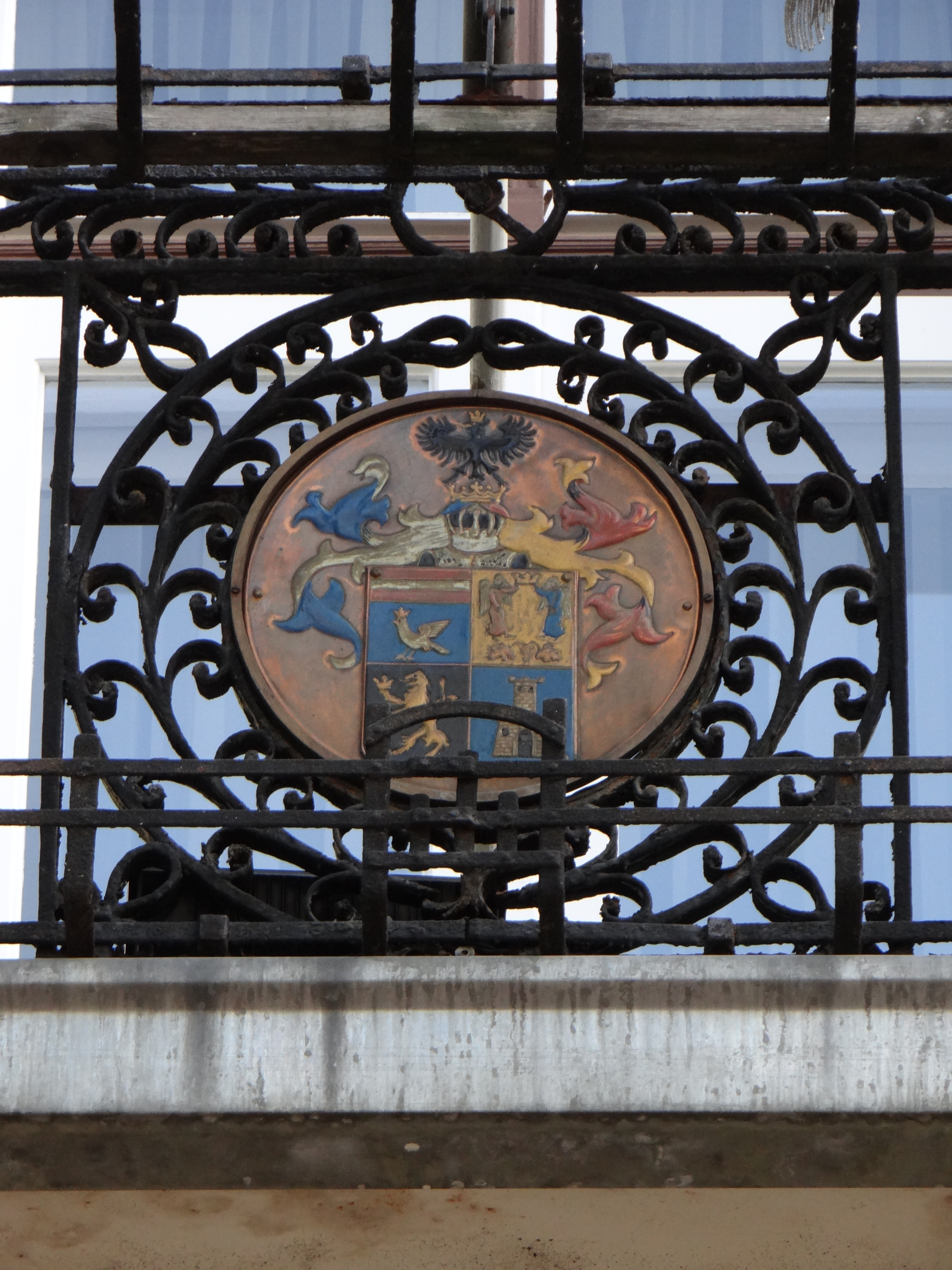
Címer az erkélyrácson
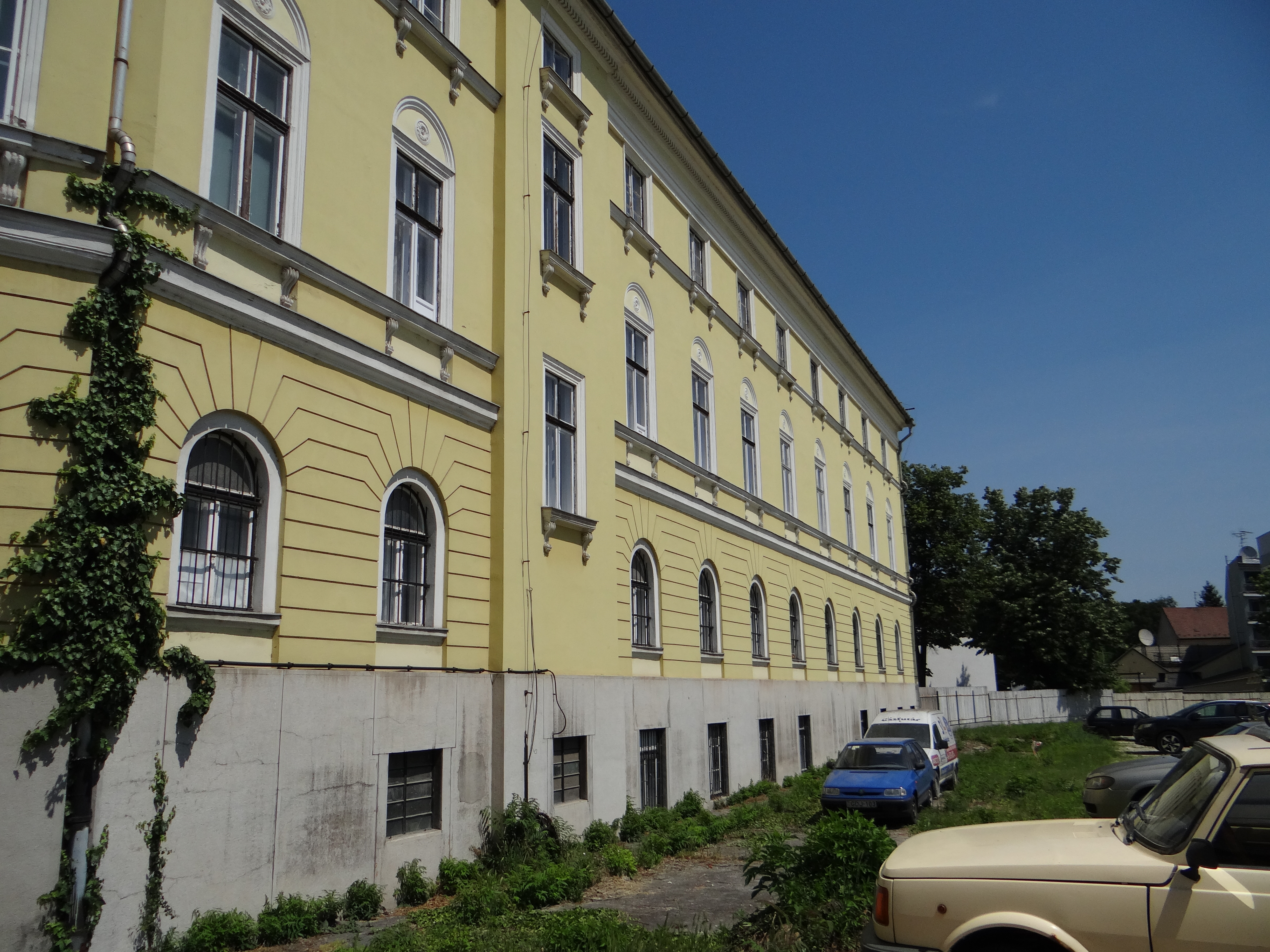
A déli épületszárny
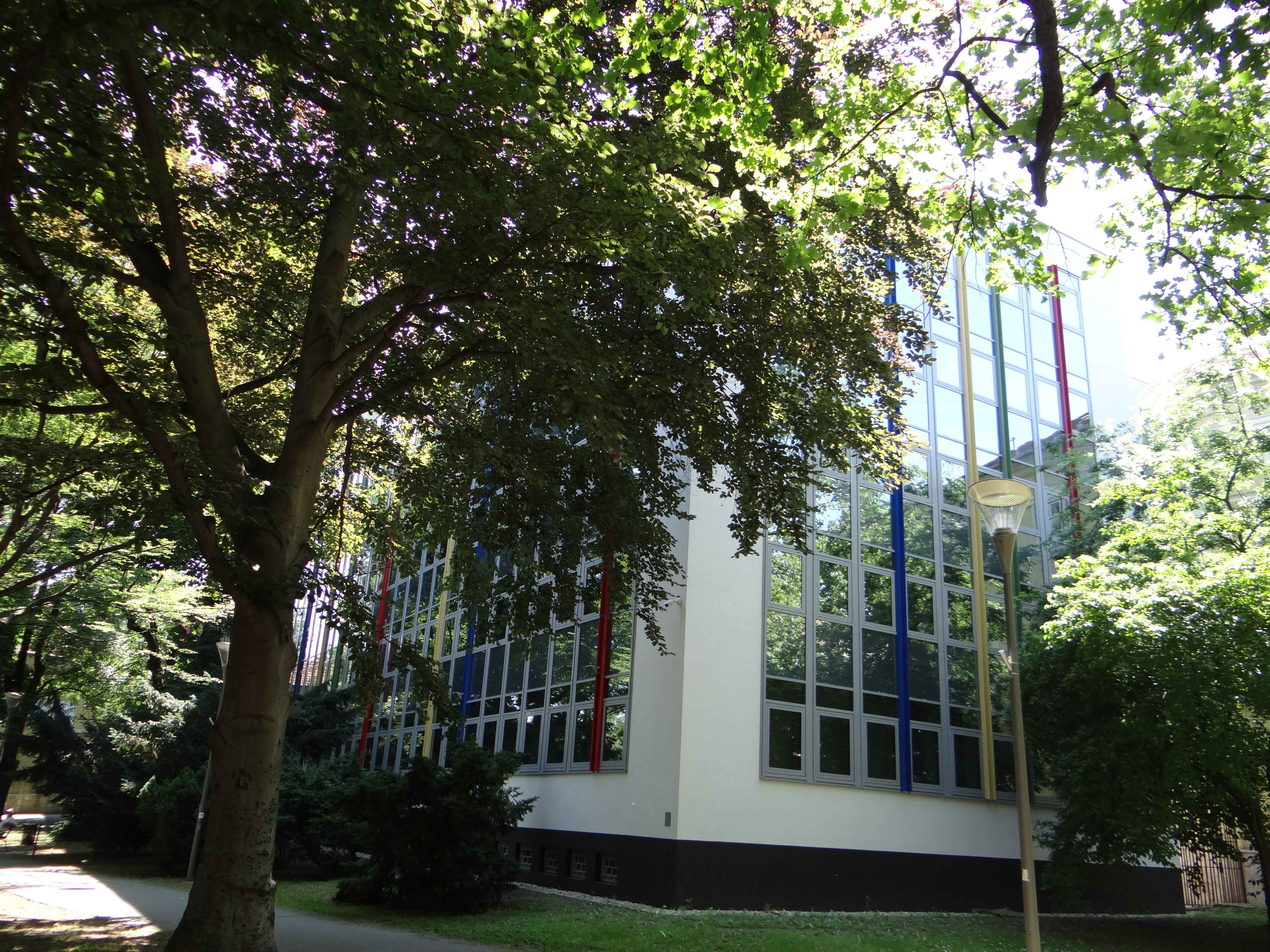
Az északi, „új” épület